# 青蘿坡站
青蘿坡站（：／ Cheongnaeondeongnyeok */?）副站名新南（신남），是大邱地鐵2號線與大邱地鐵3號線沿線交會的一座轉乘車站，位於韓國大邱廣域市中區大新洞及南山洞的交界處。

## 車站結構
2號線站體為1面2線島式月台的地下車站，候車月台設有月台幕門；3號線站體為2面2線側式月台的高架車站，候車月台設有半高式月台門。

### 2號線月台

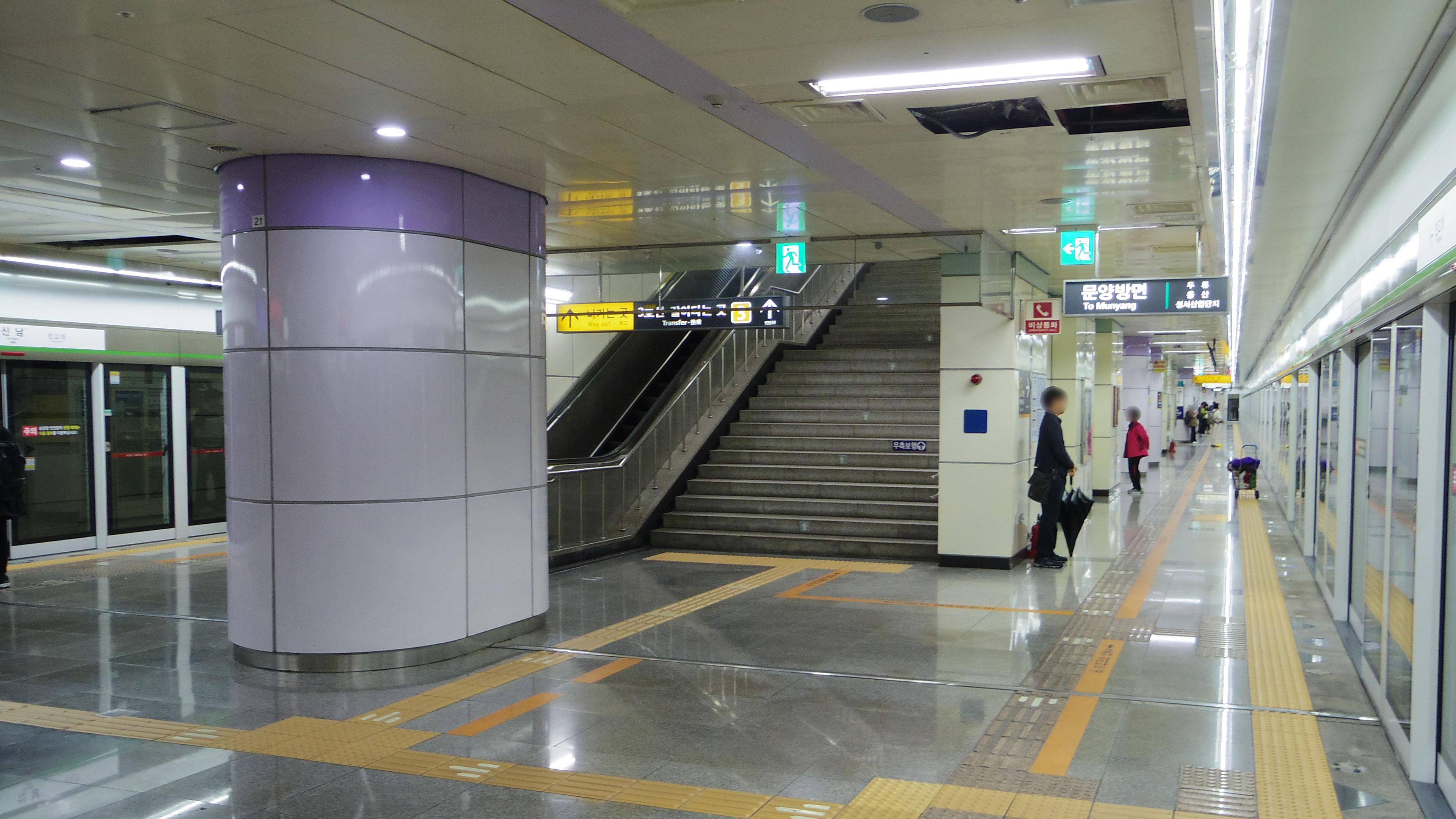
2號線候車月台

| 半高蓋 ↑ |
| 下 上 \| |
| ↓ 半月堂 |

| 月台 | 路線               | 目的地                   |
| ---- | ------------------ | ------------------------ |
| 上行 | ●大邱都市鐵道2號線 | 頭流、龍山、汶陽方向     |
| 下行 | ●大邱都市鐵道2號線 | 半月堂、泛魚、嶺南大方向 |

### 3號線月台

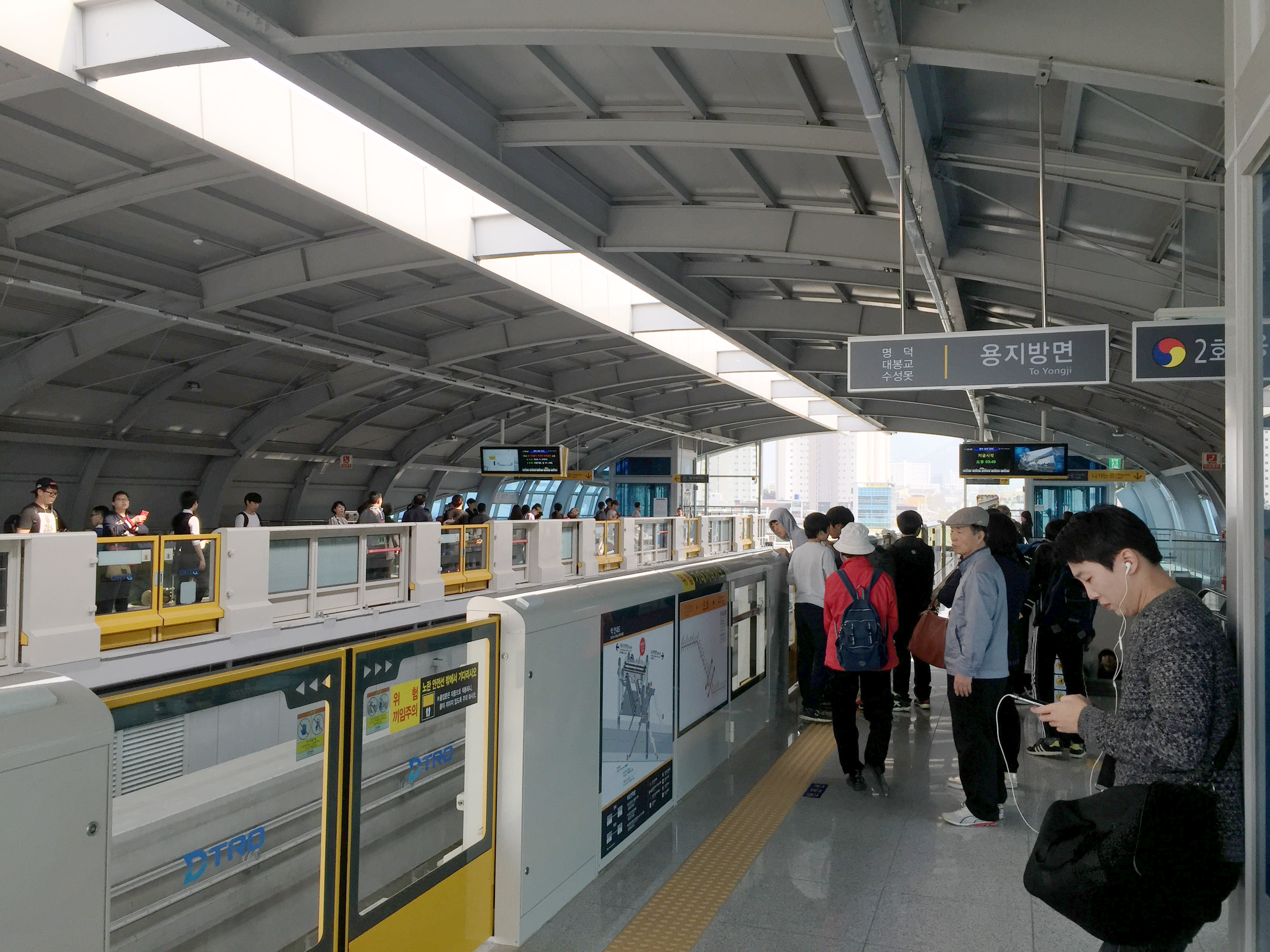
3號線候車月台

| 西門市場 ↑ |
| \| 上      |
| ↓ 南山     |

| 月台 | 路線               | 目的地                                     |
| ---- | ------------------ | ------------------------------------------ |
| 上行 | ●大邱都市鐵道3號線 | 達城公園、萬坪、漆谷雲岩、漆谷慶大醫院方向 |
| 下行 | ●大邱都市鐵道3號線 | 明德、大鳳橋、壽城池、龍池方向             |

## 歷史
- 2005年10月18日：西門市場站（서문시장역）落成啟用。
- 2014年2月28日：改名為新南站（신남역）。
- 2015年4月23日：3號線站體開通營運。
- 2016年7月30日：2號線月台裝設月台幕門。
- 2019年1月7日：再改名為青蘿坡站（청라언덕역）。

## 車站周邊
- 西門市場
- 青蘿之丘
- 桂山聖堂
- 啟明大學附設東山醫院
- 伊爾迪斯麗晶酒店
- 大邱中部警察署南山地區分隊
- 大韓紅十字會慶尚北道支社
- 聖明女子中學
- 啟聖中學
- 啟聖初等學校

## 圖片

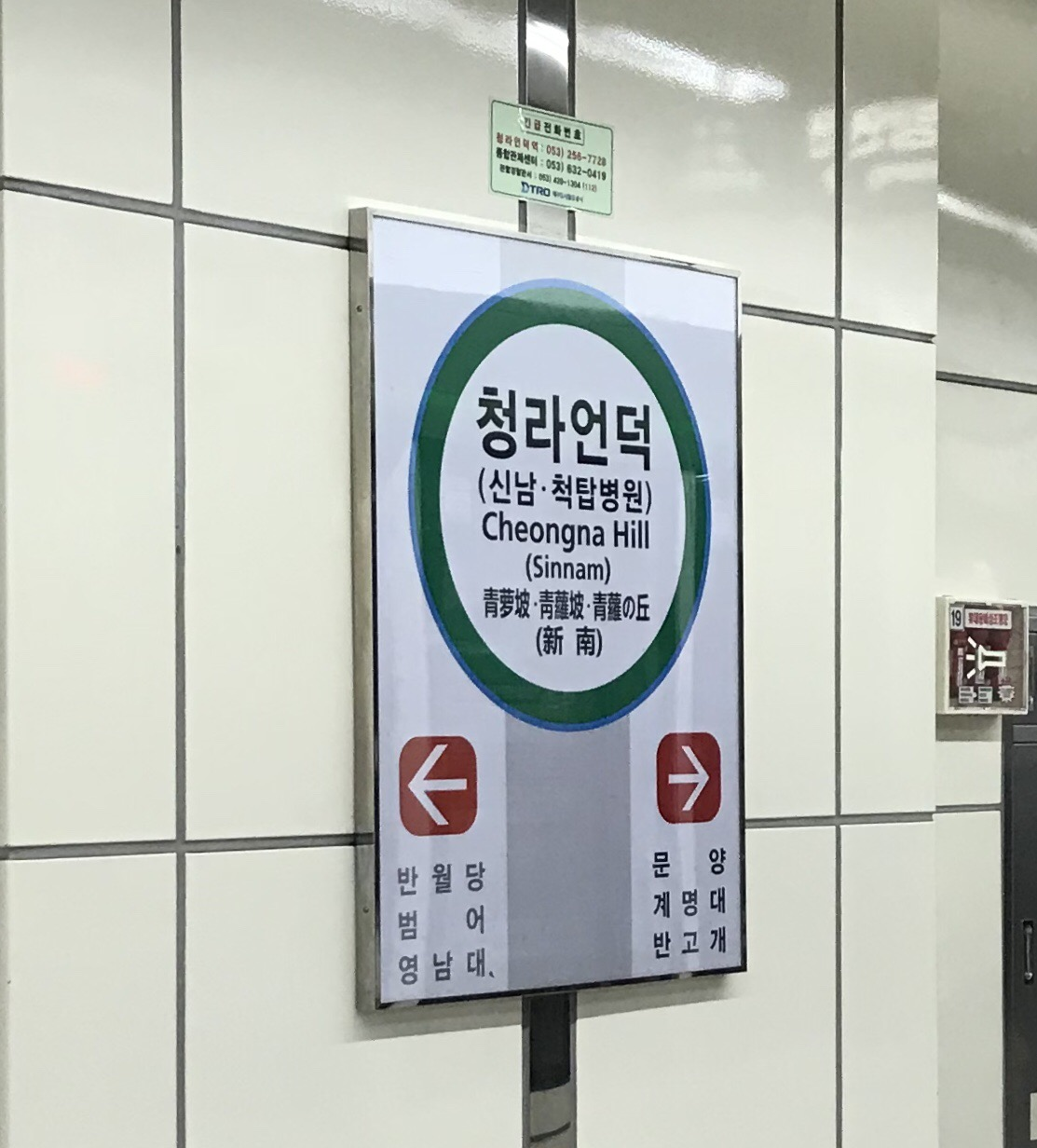
2號線站名牌
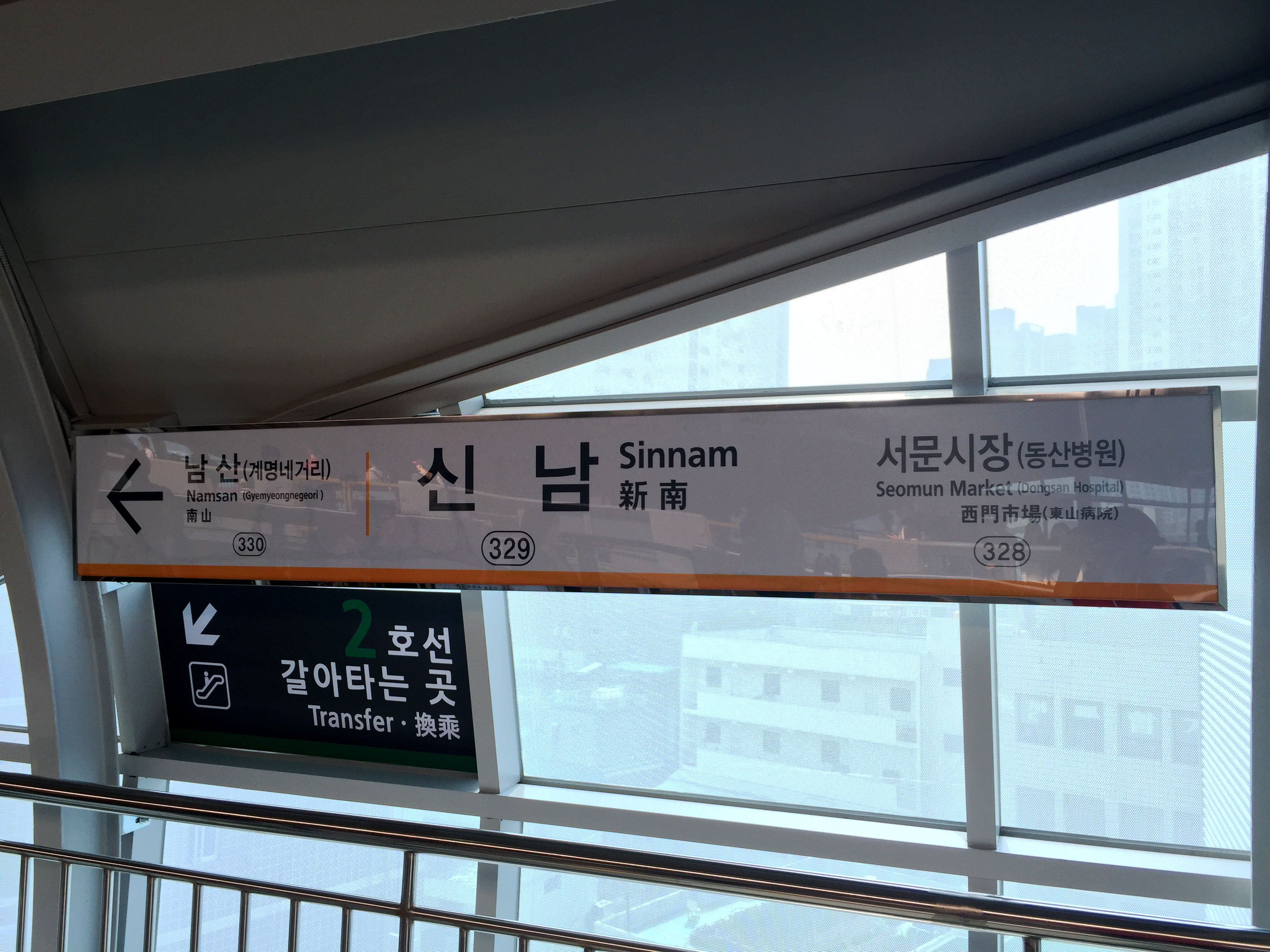
3號線站名牌（舊式）
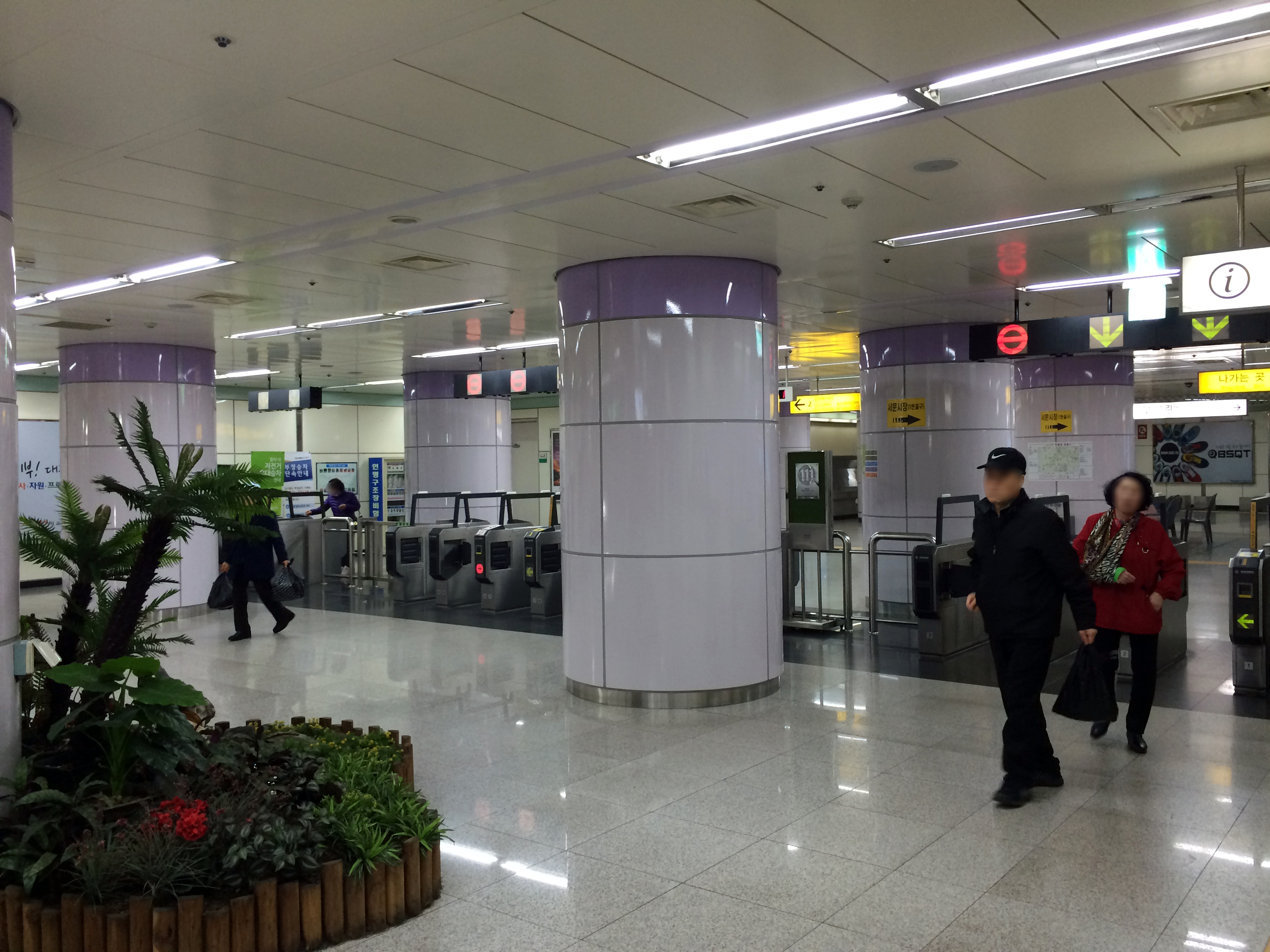
剪票閘口（2號線側）
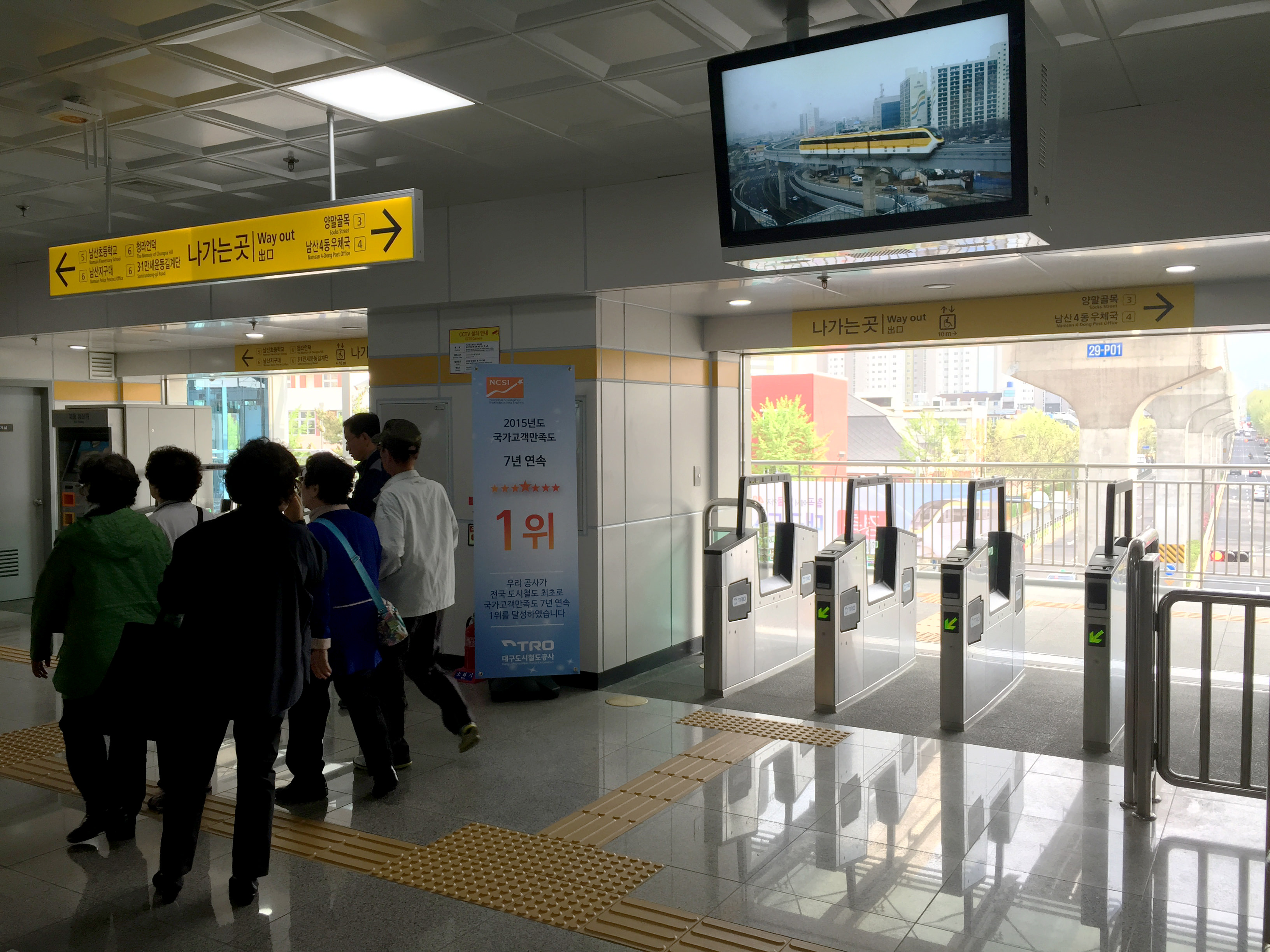
剪票閘口（3號線側）
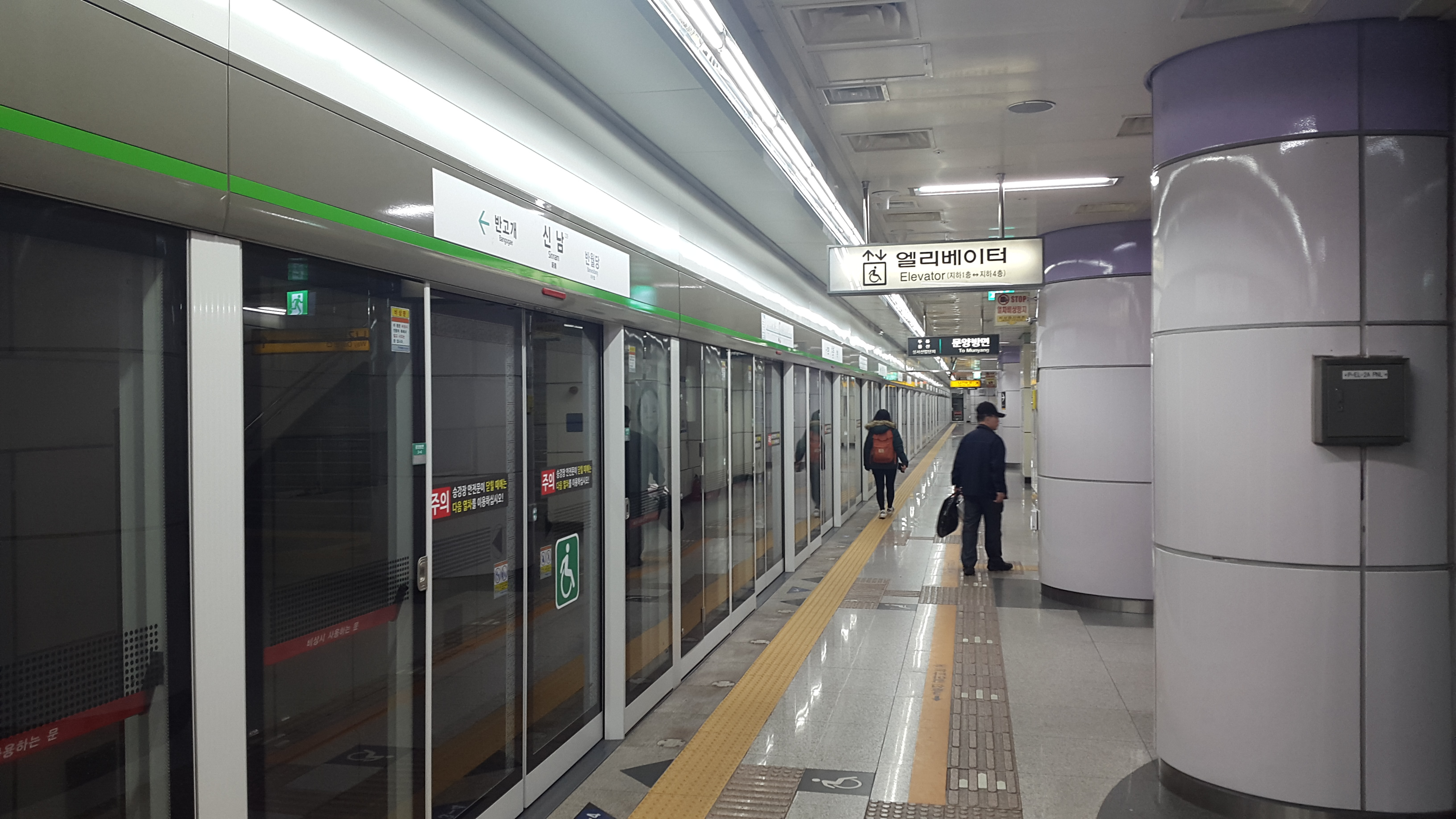
2號線月台
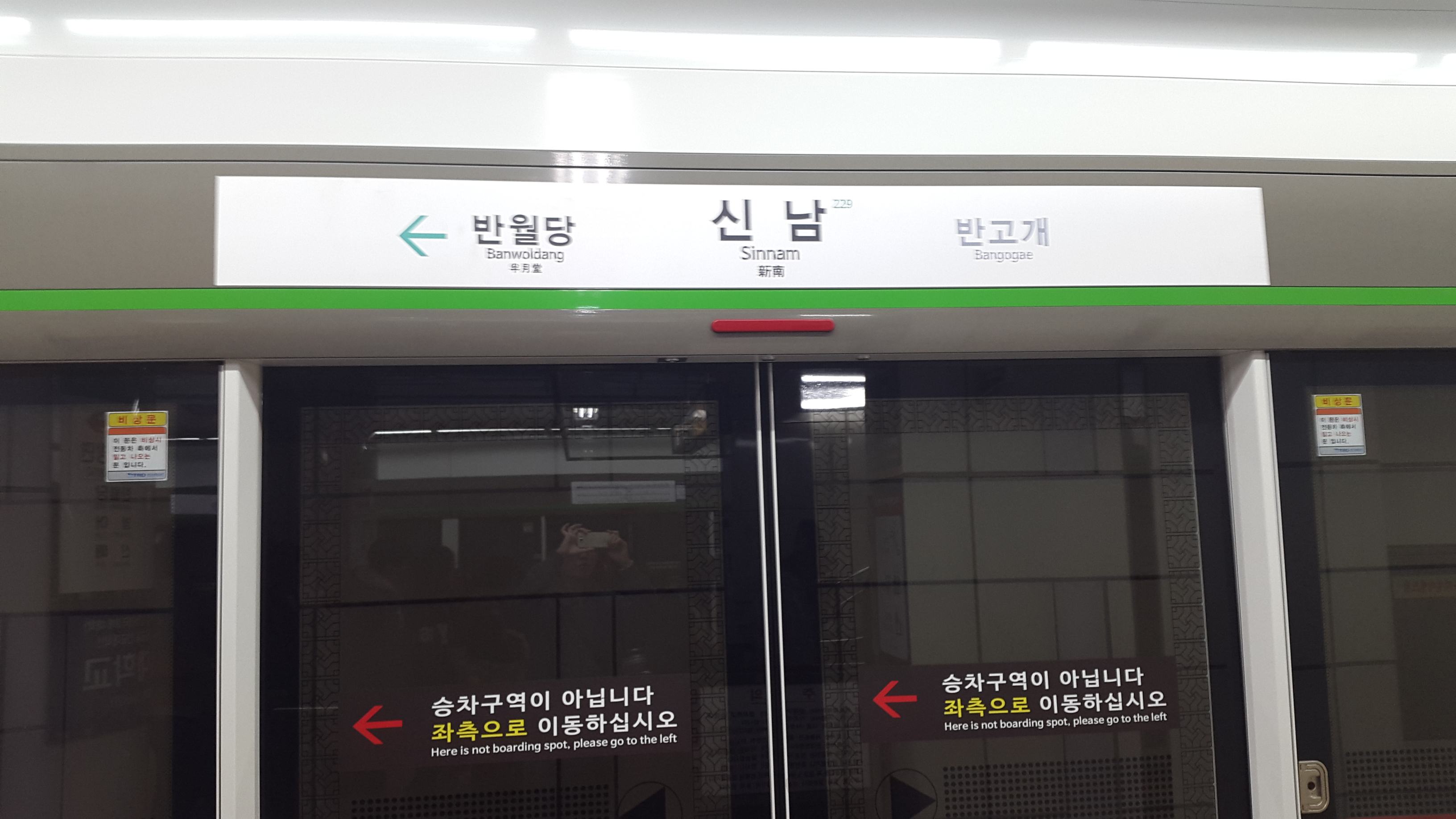
2號線月台門
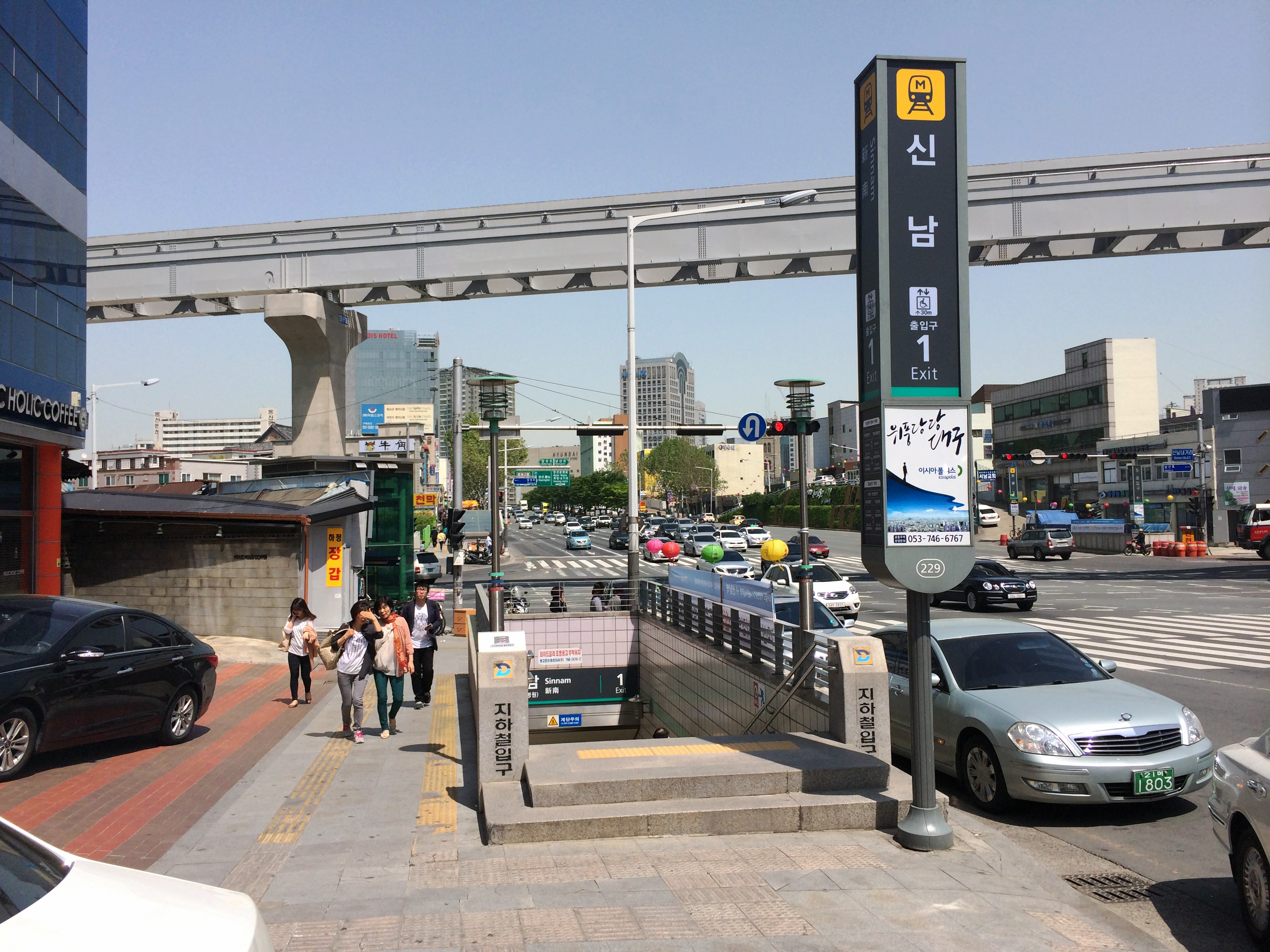
1號出口
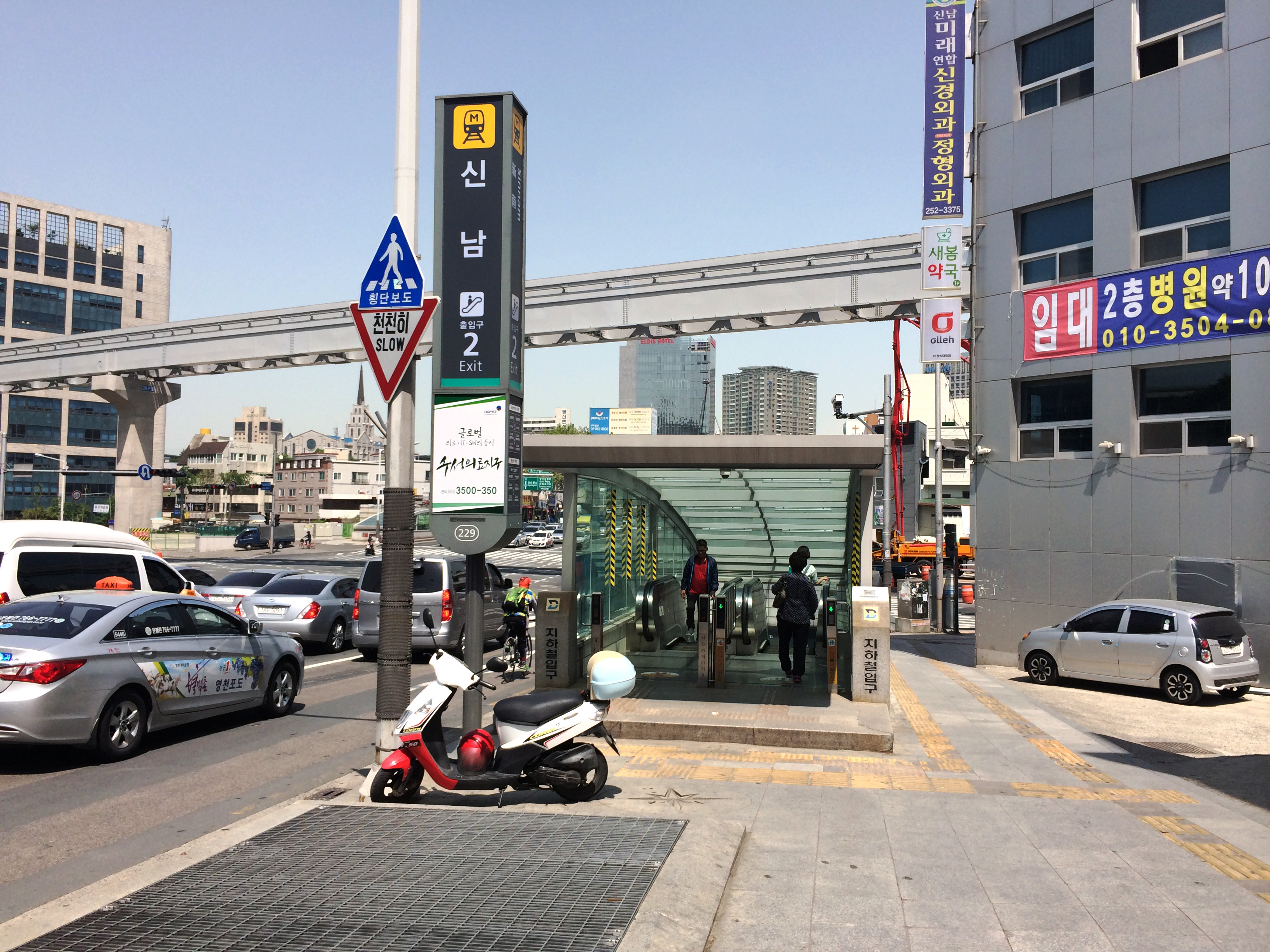
2號出口
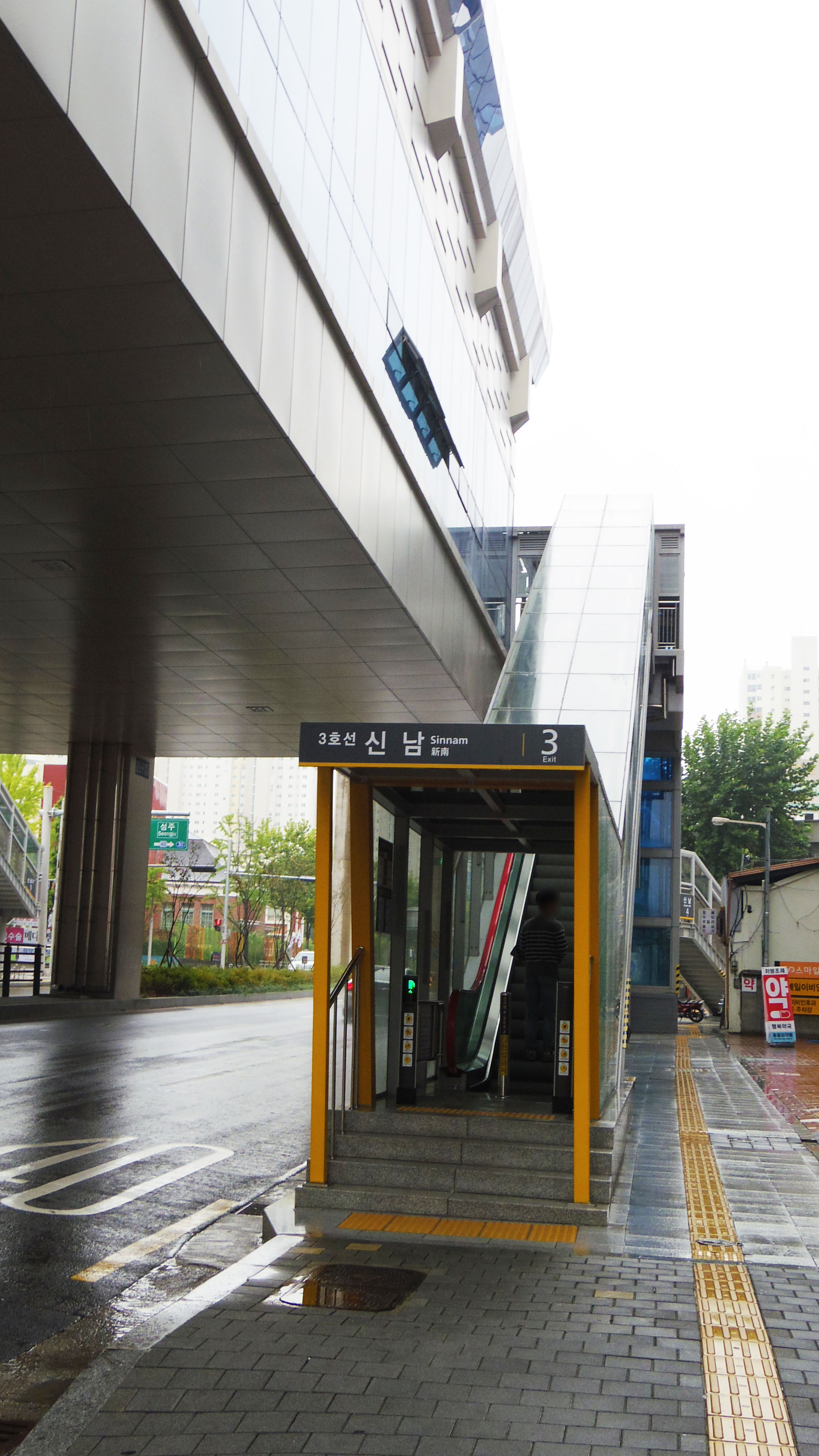
3號出口
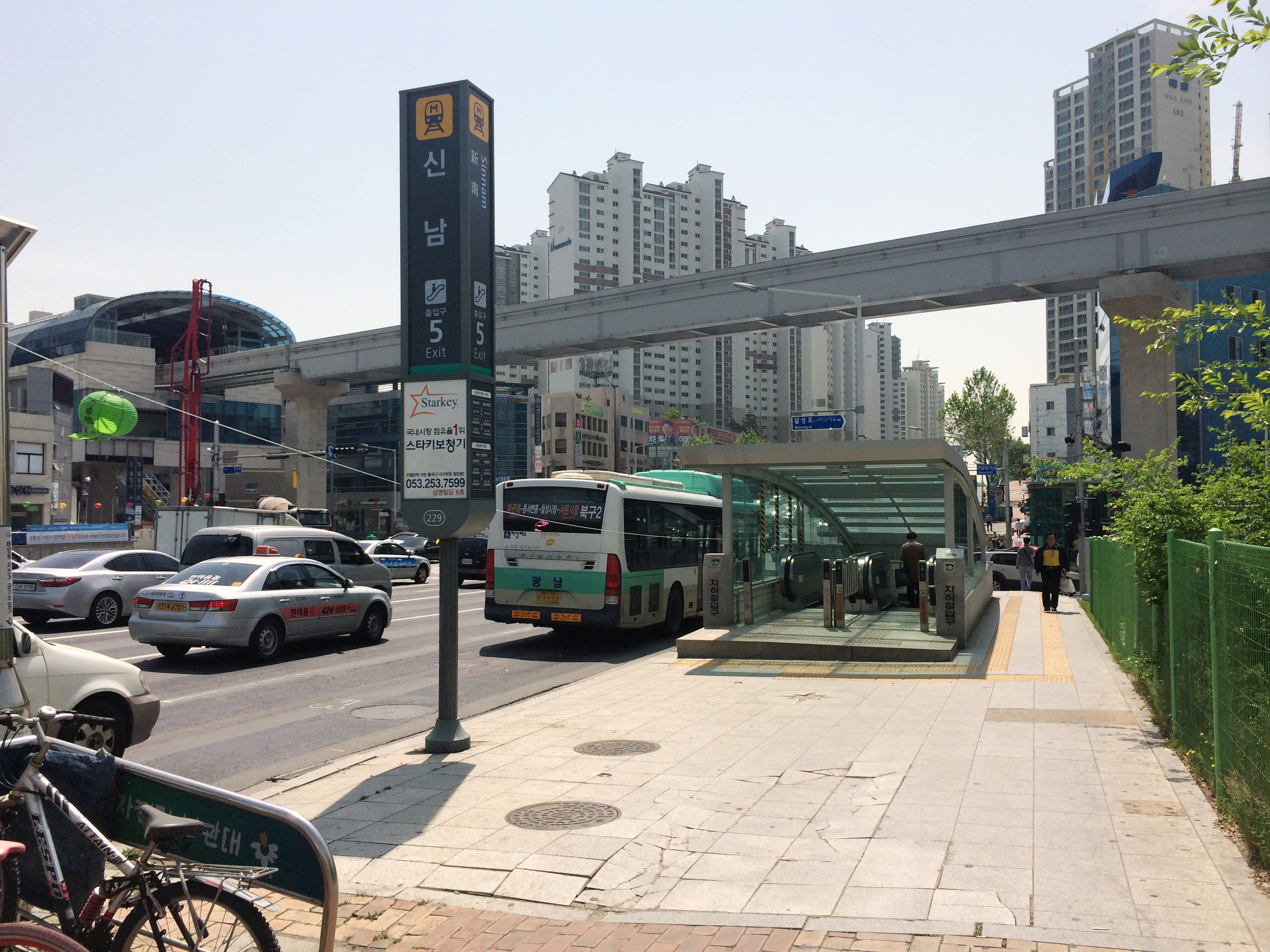
5號出口（現9號出口）
車站建築

## 相鄰車站
大邱都市鐵道公社
●大邱都市鐵道2號線
半高蓋（228）－青蘿坡（229）－半月堂（230）
●大邱都市鐵道3號線
西門市場（328）－青蘿坡（329）－南山（330）